# Spirotaenia
Spirotaenia es un género de algas verdes unicelulares basales que pueden ser hermanas de la familia Chlorokybophyceae.
Anteriormente se consideraba que formaba parte de Zygnemataceae. Se conjugan sexualmente, un modo de reproducción que anteriormente solo se conocía en Zygnemataceae / Mesotaeniaceae, los grupos hermanos de las plantas terrestres. Esto es sorprendente, ya que Spirotaenia es mucho más basal. El proceso de conjugación es sustancialmente aberrante. Es posible que Spirotaenia sea en realidad más de un linaje distinto que puede no estar estrechamente relacionado.

## Descripción
Al igual que las Mesotaeniaceae, los representantes de este género son unicelulares con una pared celular sin estructura cuando se observan bajo microscopía óptica. Debido a que las características de diferenciación a menudo difieren sólo ligeramente entre sí, a menudo sólo es posible una determinación fiable utilizando zigosporas.

## Distribución
El género generalmente está muy extendido en aguas de páramos de moderada a ligeramente ácidas, turberas, bosques y zanjas de praderas. Algunos representantes viven atmosféricamente sobre sustratos húmedos como suelo, turbas o rocas.

## Especies
Se han descrito las siguientes especies:
- Spirotaenia acuta
- Spirotaenia alpina
- Spirotaenia bispiralis
- Spirotaenia bryophila
- Spirotaenia cambrica
- Spirotaenia closteridia
- Spirotaenia condensata
- Spirotaenia diplohelica
- Spirotaenia eboracensis
- Spirotaenia endospira
- Spirotaenia erythrocephala
- Spirotaenia kirchneri
- Spirotaenia luetkemuelleri
- Spirotaenia minuta
- Spirotaenia obscura
- Spirotaenia parvula
- Spirotaenia trabeculata
- Spirotaenia truncata